# ملعب ميزوهو لألعاب القوى
ملعب ميزوهو الرياضي هو ملعب متعدد الاستخدام في ناغويا، اليابان. غالبا ما يتم استخدام الملعب لمباريات كرة القدم وهو الملعب الرئيسي لفريق ناغويا غرامبوس. يسع الملعب لجلوس 27,000 شخص وقد بني في عام 1941.